# Aimant AlNiCo

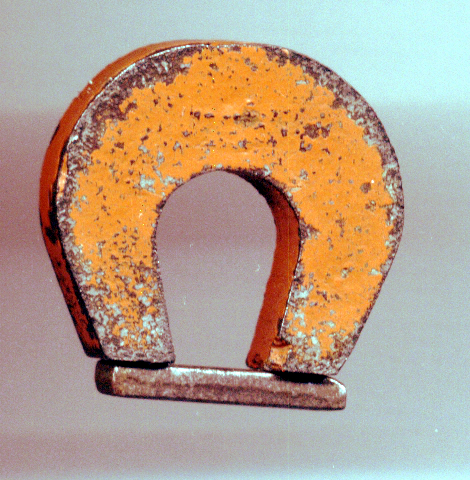
Un aimant fait en alnico

Alnico  désigne une famille d’alliages ferromagnétiques qui, outre le fer qui en est le principal constituant sont composés principalement d’aluminium (Al), de nickel (Ni) et de cobalt (Co). L'acronyme primitif AlNiCo est formé des syllabes initiales qui servent de symboles aux premiers éléments qui y sont présents. À côté de ses principaux métaux, l'alliage comporte en plus faible proportion du cuivre (Cu) et parfois du titane (Ti). Ces alliages sont nommés aussi aimants Alnico car ce sont des aimants permanents.

## Présentation
Le développement rapide de l'Alnico commence en 1931 après la découverte par Tokushichi Mishima de ce matériau doté d'une coercivité de l'ordre de 400 œrsted (Oe; 0.07957 kA/m), soit deux fois supérieure à celles des meilleurs aimants en acier de l'époque.
Il existe d'autres marques anglo-saxonnes Alni, Alcomax, Hycomax, Columax, and Ticonal.
Un Alnico contient typiquement de 8 à 12 % d’aluminium, de 15 à 26 % de nickel, de 5 à 24 % de cobalt, jusqu’à 6 % de cuivre et jusqu’à 1 % de titane, le reste étant du fer. Cet alliage est principalement utilisé pour ses propriétés magnétiques.
La gamme des alliages Alnico couvre aujourd'hui des alliages à base de 14 % à 28 % de Ni, de 6 % à 12 % de Al, de 5 % à 35 % de Co, d'environ 0 % à 6  % de Cu, de 0 % à 8 % de Ti.

## Propriétés
Les Alnico, corps ferromagnétiques à fort champ coercitif, permettent de fabriquer de puissants aimants permanents et peuvent être aimantés pour produire d'intenses champs magnétiques. Parmi les aimants couramment commercialisés, seuls ceux conçus dans les années 1970 à partir de terres rares, tels l'aimant au néodyme ou au samarium et cobalt, sont plus puissants.
Les aimants fabriqués en Alnico produisent un champ magnétique à leur pôle pouvant atteindre jusqu'à 1 500 gauss (0,15 tesla), environ 3 000 fois le champ magnétique terrestre. Quelques Alnico sont isotropes et peuvent ainsi être aimantés efficacement dans n'importe quelle direction. D'autres types, tels Alnico 5 et Alnico 8, sont anisotropes, ayant une direction favorable pour l'aimantation. Par contre, leur champ magnétique est généralement plus élevé dans la direction favorable que celui des aimants isotropes.
La rémanence (Br) d'un aimant fait d'Alnico peut dépasser les 12 000 gauss (1,2 T), son champ coercitif (Hc) peut atteindre jusqu'à 1 000 œrsted (80 kA/m), son produit énergétique maximal (en) ((B*H)max) peut s'élever jusqu'à 5,5 MG·Oe (44 T·A/m).
Parmi les matériaux ferromagnétiques, les Alnico possèdent les plus hauts points de Curie : environ 800 °C, bien que leur température de façonnage soit d'environ 538 °C. Cette propriété, tout comme leur fragilité et leur température de fusion élevée, provient de leur tendance à vouloir s'ordonner due à des liens intermétalliques entre l'aluminium et les autres éléments de l'alliage. Les Alnico sont également des aimants relativement stables s'ils sont manipulés selon les recommandations.
Certains Alnico présentent des propriétés utiles à certaines applications. Standardisés, ils sont identifiés comme « Alni 3 » (car sans CO=CObalt), « Alnico 5 » ou « Alnico 8 » par exemple.

## Fabrication
L'Alnico est fabriqué par moulage ou par frittage. Les aimants faits d'Alnico anisotropes sont orientés en les chauffant au-dessus de la température critique et en les refroidissant en présence d'un champ magnétique.
Les Alnico isotropes et anisotropes exigent un traitement thermique pour devenir aimantés, sans lui la coercition est d'environ 10 Oe, comparable à celle du fer dit « technique », lequel est un matériau magnétique doux. Après traitement thermique, l'Alnico devient une sorte de matériau composite nommé « matériau de précipitation ». Il s'agit d'un précipité riche en fer et en cobalt qui se trouve dans une matrice riche en NiAl.
L'anisotropie de l'Alnico est orientée si l'alliage se trouve dans un champ magnétique externe pendant la phase de nucléation, laquelle survient lorsque la température diminue de 900 à 800 °C, près du point de Curie. Sans le champ magnétique externe, l'alliage présente des poches anisotropes ayant des orientations différentes, lesquelles sont causées par l'aimantation spontanée. Le matériau de précipitation prévient les changements d'aimantation, car dans cet état il préfère quelques états magnétiques possédant une énergie élevée, ce qui lui permet d'atteindre des états intermédiaires. De plus, de faibles champs magnétiques modifient l'aimantation seulement pendant la phase de création de la matrice, et cette aimantation est réversible.

## Applications
Il existe de nombreuses applications pour les aimants Alnico :
- Propulsion électrique (aimant sous forme d’anneau)
  - Tous types de moteur (synchrones, courant continu)
  - Dans les montres à quartz
- Électrotechnique (aimant sous forme de blocs ou de barreau)
- Automobile dans les systèmes d’ABS (sous forme de blocs)
- Télécommunications (sous forme d’anneaux et de blocs)
  - Radio
  - Télévision
  - Haut-parleur
  - Écouteurs
- Moyens de contrôle et mesure (sous forme de barreau ou d’aimants ronds)
  - Électrovanne
  - Compteur électricité
  - Mesure niveau
- Mécanique (sous forme d’anneau ou de barreau)
- Application médicale
- Énergie
  - Éoliennes
  - Alternateur
  - Dynamo bicyclette
- Instruments de musique
  - Guitares électriques